# Al Ghazal
Abu Zakariyya Yahya B. Hakam al-Brakri al-Jayyani, conocido como al-Ghazal —la gacela—, fue un viajero, diplomático, matemático y filósofo andalusí, nacido en Jaén en 795 y muerto en 864.

## Vida
De corte diplomática y sabia, tuvo gran experiencia al ser embajador del califa Abderramán II, ante el emperador de Bizancio. Cumplido los cincuenta años, comenzó un largo viaje por tierras septentrionales, para establecer relaciones diplomáticas entre al-Ándalus y los reinos vikingos de la actual Noruega con el fin de establecer alianzas para contener a los reinos cristianos del norte peninsular. Zarpó junto su séquito, compuesto entre otros de varios supervivientes de la batalla de Tablada del 11 de noviembre de 844, donde habían sido hechos prisioneros después de la conquista y saqueo de Sevilla durante el mes de octubre de ese mismo año. Su viaje duró alrededor de veinte meses, siendo su crónica de las primeras fiables de esa sociedad en la Baja Edad Media. Los datos provienen de Ibn-Dhiya (Valencia, 1159) y del manuscrito de la Biblioteca de Tombuctú, fundamental en la veracidad del viaje.